# Assedio di Kinsale
L'assedio di Kinsale (o assedio e battaglia di Kinsale, in gaelico Léigear/Cath Chionn tSáile) fu un assedio combattuto nell'ambito della guerra dei nove anni in Irlanda che ebbe inizio nell'ottobre del 1601, al termine del regno di Elisabetta I, e venne condotto da Hugh O'Neill, Hugh Roe O'Donnell e altri lord irlandesi contro il governo inglese dell'isola.
Servendosi dell'appoggio degli spagnoli, gli irlandesi ottennero un notevole vantaggio, ma questo non bastò per la vittoria decisiva che andò agli inglesi. La battaglia fu anche parte della guerra anglo-spagnola (1585-1604), e fu quindi anche un conflitto religioso tra protestanti inglesi e cattolici spagnoli.

## Antefatto
L'Irlanda era stata reclamata come signoria dalla Corona inglese sin dal 1175, ma essa era tale solo sulla carta in quanto in realtà l'isola si presentava piuttosto indipendente dal governo di Londra. Negli anni '50 del Trecento, l'area sotto il diretto controllo dell'Inghilterra si era ormai già ridotta ai sobborghi di Dublino. Il resto del paese era controllato saldamente da una serie di signori locali, di etnia gaelica.
Re Enrico VIII diede inizio ad una politica di conquista e colonizzazione durante gli anni '30 del Cinquecento, perseguita poi anche dai suoi successori. Nel 1594, le forze dell'Ulster guidate dal conte di Tyrone (precedentemente alleato degli inglesi), Aodh Mór Ó Néill, col supporto di Aodh Ruadh Ó Dónaill e di Aodh Mag Uidir si ribellarono (vedi guerra dei nove anni (Irlanda)). Un gran numero di vittorie degli irlandesi nella prima fase dello scontro sbilanciarono il potere inglese sul controllo dell'isola.
A seguito del fallimento dell'Invincibile Armata nel 1588, Filippo II aveva deciso di sfruttare i ribelli irlandesi per creare un nuovo fronte di guerra contro l'Inghilterra. Gli spagnoli offrirono il loro aiuto ai ribelli irlandesi nella speranza di riuscire a scacciare gli inglesi dall'Irlanda e nel contempo dal fare dell'Irlanda una loro nuova colonia dal momento che i Paesi Bassi si erano ribellati. La Seconda Invincibile Armata che supportava i ribelli, ad ogni modo, venne schiacciata da una tremenda tempesta a Cabo Fisterra nell'ottobre del 1596. Filippo, ormai molto malato, inviò un'ulteriore armada l'anno successivo ma anche questa non riuscì a giungere a destinazione a causa di una tremenda tempesta.

### Lo sbarco degli spagnoli
Dopo la morte di Filippo II, Filippo III continuò nell'idea di dare il proprio supporto diretto (quello materiale era continuo da anni) ai ribelli irlandesi che combattevano gli inglesi. Nel 1601 Filippo III inviò don Juan del Águila e don Diego Brochero in Irlanda con 6000 uomini al loro seguito e un quantitativo significativo di armi e munizioni. Il maltempo separò le navi del convoglio proveniente dalla Spagna e nove di esse, che trasportavano la maggior parte dei soldati veterani e della polvere da sparo, dovettero fare nuovamente rotta alla volta della Spagna. I restanti 4000 uomini vennero sbarcati a Kinsale, poco più a sud della città di Cork il 2 ottobre 1601. Un'altra forza comandata da Alonso de Ocampo sbarcò a Baltimore.
Mentre gli spagnoli si assicuravano il villaggio di Kinsale, non riuscirono a spostare la loro influenza anche nella regione circostante e divennero sempre più vulnerabili agli attacchi degli inglesi. Non appena seppe dello sbarco degli spagnoli, Charles Blount, lord Mountjoy, nominato Lord deputato d'Irlanda, decise di prendere con sé una parte della guarnigione di Dublino e di portarsi a Kinsale in tutta fretta.

## L'assedio
Il 2 ottobre Mountjoy pose l'assedio a Kinsale ed i rinforzi vennero portati a Oysterhaven, portando l'esercito a 12 000 inclusi i rinforzi del nobile irlandese Donogh O'Brien, IV conte di Thomond. Ad ogni modo molti di questi non erano irlandesi e non erano abituati a combattere nel rigido inverno; molti si ammalarono e solo 7500 furono abili alla guerra.
Nel contempo il conte gaelico Hugh O'Neill ed il suo alleato O'Donnell andarono a posizionarsi ove previsto. La loro difficoltà consisteva nel fatto che gli spagnoli sbarcati a sud dell'Irlanda in territori comandati dai capi irlandesi. Per poter usufruire degli aiuti degli spagnoli avrebbero dovuto portare le proprie truppe in un'area dove il supporto alla causa dei ribelli era dubbio. Esitarono per settimane dal momento che la stagione autunnale aveva portato un inverno freddo e piovoso. La guarnigione spagnola assediata soffrì della mancanza di rifornimenti e O'Neill venne costretto ad abbandonarli. La decisione degli spagnoli di sbarcare a Kinsale costrinse Hugh O'Neill a convenire col suo alleato, Red Hugh O'Donnell, ad abbandonare l'idea di un confronto in campo aperto. Era necessario infatti un grande esercito. Iniziarono così una marcia di 300 miglia nell'inverno (separatamente per meglio gestire le risorse a disposizione) per un totale di 5000 fanti e 700 cavalieri. Le armate combinate di O'Neill, O'Donnell e Tyrrell giunsero a un totale di 6180 uomini, tra cui 500 uomini di Donal Cam O'Sullivan Beare e 200 spagnoli di Ocampo.
Le forze di lord Mountjoy non furono in grado di circondare il villaggio di Kinsale e l'area circostante (oggi nota come Belgooly), ma presero il controllo di alcune alture e sottoposero le forze spagnole a costante fuoco d'artiglieria. La marina inglese al comando dell'ammiraglio Richard Leveson giunse con uno squadrone di dieci navi e tagliò i rifornimenti al villaggio via mare. La cavalleria inglese si portò nella campagna circostante distruggendone i campi coltivati, mentre entrambe le parti cercavano di avere dalla loro la popolazione locale. O'Neill e O'Donnell esitavano a lasciare l'Ulster per marciare verso sud, in particolare per la mancanza di rifornimenti per le proprie truppe. Anche per gli assediati la situazione non fu migliore in quanto da dicembre, per la mancanza di rifornimenti adeguati e di generi alimentari, molti iniziarono ad ammalarsi di dissenteria e febbre.
I rinforzi spagnoli giunsero il 3 gennaio 1602. In tre colonne, guidate rispettivamente da Richard Tyrell, Hugh O'Neill e da O'Donnell, marciarono attaccando di notte, ma per la mancanza di un adeguato coordinamento e per probabili contrasti tra i comandanti, non riuscirono a giungere a destinazione. Gli scouts inglesi erano informati dei movimenti delle truppe del nemico e, dopo aver lasciate alcuni reggimenti di retroguardia a Kinsale, Mountjoy guidò le sue forze contro quelle nemiche poco più a nord del villaggio.

### Battaglia di Kinsale
O'Neill controllava il crinale e combatteva per difenderlo col supporto di Aguila, O'Donnell e Tyrell su molteplici fonti. Del Águila, il comandante spagnolo, era un soldato di notevole esperienza e venne posto a capo delle difese. Le sue istruzioni, ad ogni modo, erano state di mantenere la difesa del villaggio sino a quando l'esercito irlandese non fosse giunto dall'Ulster per poi combinarsi ad esso. Quando nessuno dei suoi alleati diede segno di movimento, ad ogni modo, O'Neill ordinò la ritirata verso la palude, nella speranza che la cavalleria inglese non li inseguisse in un terreno così impervio.
Gli irlandesi si trovarono invece pressati dai picchieri inglesi, tattica a cui non erano abituati. La cavalleria inglese agì con la lancia, metodo molto più efficace rispetto ai giavellotti irlandesi che venivano lanciati nel confronto.
L'esercito irlandese abbandonò il campo di battaglia nel caos mentre l'esercito spagnolo di supporto guidato da Ocampo tentò di fronteggiare la carica degli inglesi per evitare il massacro degli irlandesi. Gran parte degli irlandesi si rifugiarono nell'Ulster, anche se alcuni di loro rimasero in guerra al fianco di O'Sullivan Beare e Dermot Maol MacCarthy Reagh.

### La resa
Gli inglesi ripresero l'accerchiamento del villaggio di Kinsale e Del Águila vide la propria posizione senza speranza mancando un supporto da parte dei lords irlandesi. Gli spagnoli, che avevano perso molti uomini durante l'assedio, arresero il villaggio a lord Mountjoy, a condizione di poter tornare in Spagna sani e salvi, ignari del fatto che un'altra forze spagnola stesse arrivando in loco a giorni. In minoranza, senza rinforzi né provvigioni, sotto costante fuoco degli inglesi, gli spagnoli avevano tenuto il villaggio di Kinsale per più di tre mesi.
Gli spagnoli ottennero gli onori militari e poterono lasciare il campo con le loro bandiere al vento. Le forze spagnole che erano in arrivo non sbarcarono mai in realtà; avendo saputo della resa di Águila, prontamente fecero rotta verso la Spagna.

## Conseguenze

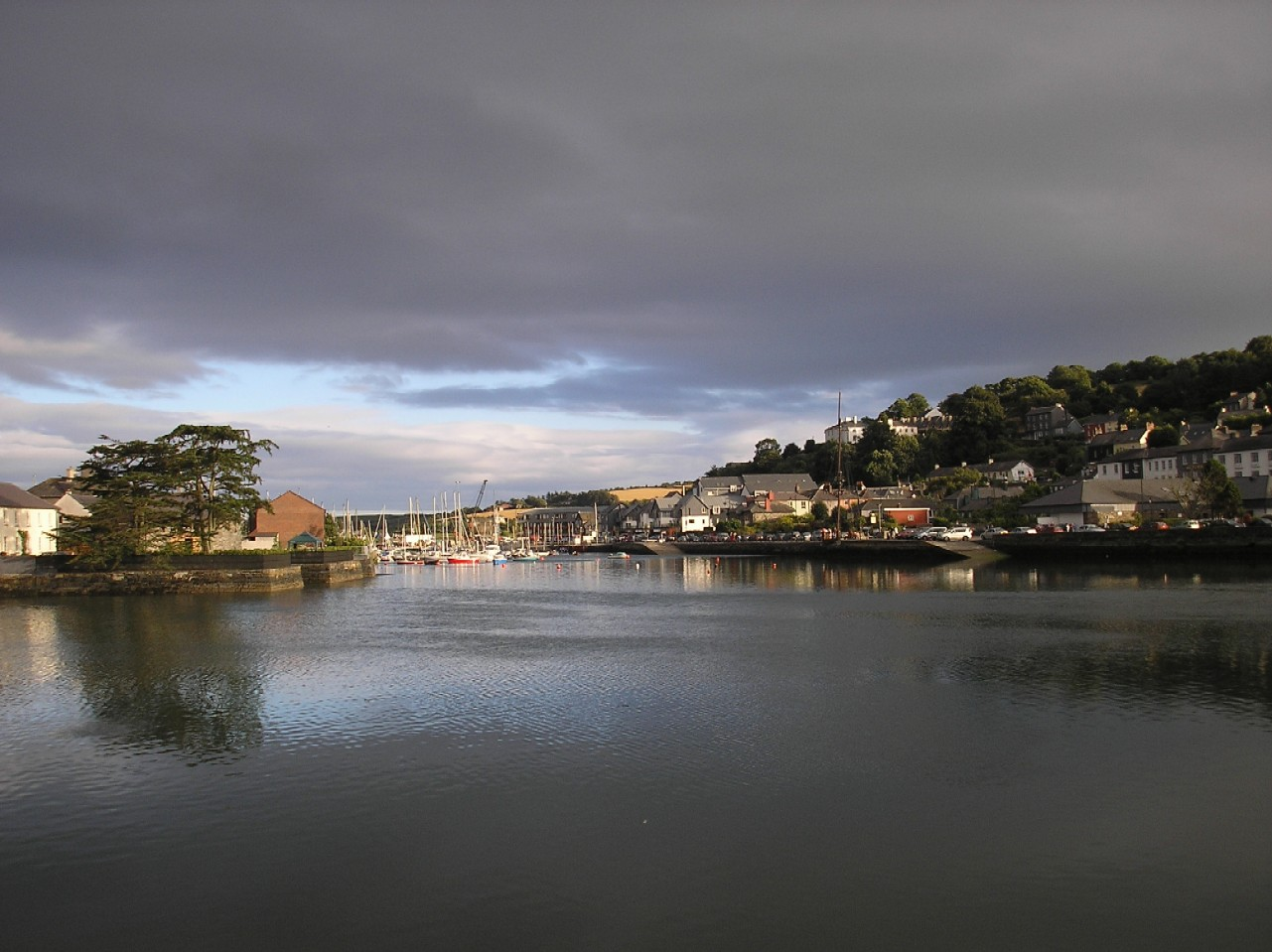
Il porto di Kinsale

Questa sconfitta pose fine all'intervento spagnolo in Irlanda e a gran parte della resistenza irlandese. Le forze dell'Ulster tornarono nelle loro province di origine, e dopo due anni di attriti alla fine si arresero nel 1603, poco dopo la morte della regina Elisabetta I. L'anno successivo Inghilterra e Spagna si accordarono per la pace firmando il trattato di Londra.
O'Donnell si portò a Castlehaven dove prese una nave diretta in Spagna. Venne ben ricevuto nel Regno di Spagna, ma vi morì alcuni mesi dopo avvelenato, come si disse all'epoca, da una spia di George Carew, Blake.
O'Neill ritornò nell'Ulster e poi decise di portarsi anch'egli in Spagna. Venne accompagnato da molti suoi sostenitori e da altri capi irlandesi. Questa fuga di massa divenne nota col nome di "Fuga dei Conti". L'intenzione iniziale era quella di continuare la guerra contro gli inglesi raccogliendo un esercito all'estero, ma in patria si resero conto che i loro territori erano stati compresi nella Plantation of Ulster, a loro preclusa.
L'amministrazione inglese colse l'occasione per occupare gran parte delle terre dell'Ulster dove insediare presbiteriani scozzesi e inglesi del nord per lavorarle. Gli inglesi avevano raggiunto il loro obbiettivo di distruggere la vecchia società gaelica irlandese basata sui clan e sui capiclan.
Il risultato della battaglia di Kinsale fu devastante sia per la vita che per la cultura irlandese, dal momento che gran parte dell'aristocrazia gaelica si portò nell'Europa continentale, lasciando un vuoto di potere che gli inglesi riempirono da subito.